# Lago Egelsee (Bubikon)
O Lago Egelsee (Bubikon) é um lago localizado no município de Bubikon no Cantão de Zurique, Suíça. A superfície deste lago é de 4,3 ha.